# Nadja Schaus
Nadja Schaus (ur. 8 listopada 1984 r. w Wormacji) – niemiecka siatkarka, reprezentantka kraju, atakująca. Obecnie występuje w Bundeslidze, w drużynie SC Poczdam.

## Sukcesy
Mistrzostwo Niemiec:
- 2011
- 2004, 2010